# Ежени ле Бен
Ежени ле Бен (фр. Eugénie-les-Bains) насеље је и општина у југозападној Француској у региону Аквитанија, у департману Ланд која припада префектури Мон де Марсан.
По подацима из 2011. године у општини је живело 426 становника, а густина насељености је износила 38,62 становника/km². Општина се простире на површини од 11,03 km². Налази се на средњој надморској висини од 85 метара (максималној 159 m, а минималној 82 m).

## Демографија
| 1962. | 1968. | 1975. | 1982. | 1990. | 1999. | 2011. |
| ----- | ----- | ----- | ----- | ----- | ----- | ----- |
| 439   | 452   | 392   | 408   | 467   | 507   | 426   |

График промене броја становника у току последњих година